# Марк Лициний Крас (квестор)
Вижте пояснителната страница за други личности с името Марк Лициний Крас.
Марк Лициний Крас Младши (на латински: Mapcus Licinius Crassus; * 86 пр.н.е. или 85 пр.н.е.; † 49 пр.н.е.) от плебейската фамилия Лицинии, е квестор на Римската република през 54 пр.н.е.

## Биография
Той е по-големият син на триумвира Марк Лициний Крас и жена му Аксия Тертула. Внук е на Публий Лициний Крас Дивес (консул 97 пр.н.е.). Брат е на Публий Лициний Крас († 53 пр.н.е.).
През 54 г. пр.н.е. Марк става квестор на Юлий Цезар в Галия и участва вероятно във втория поход на Цезар в Британия. След това той е комендант на легион в територията на беловаките. Марк Лициний поема охраната на главната квартира Самаробрива (днес Амиен). Още като (про-)квестор Марк командва един от трите военни отряда, участващи в похода на Цезар против племето менапии. От април 49 пр.н.е. той е командир на Цизалпийска Галия.

## Фамилия
Марк се жени за Цецилия Метела Кретика (* 100 пр.н.е.; fl. 69 пр.н.е.), дъщеря на Квинт Цецилий Метел Кретик (консул през 69 пр.н.е.). Те имат син:
- Марк Лициний Крас Младши Див (* 60 пр.н.е.), консул през 30 пр.н.е.